# Summer McIntoshová
Summer Ann McIntoshová (* 18. srpna 2006 Toronto) je kanadská plavkyně, trojnásobná olympijská vítězka a sedminásobná mistryně světa.